# Carla Arnolds
Carla Arnolds – holenderska brydżystka z tytułami World Grand Master w kategorii Women (WBF) oraz European Grand Master i European Champion w kategorii Women (EBL).
Carla Arnolds jest profesjonalną brydżystką, dziennikarką i nauczycielką brydża.
Do roku 2012 jej partnerką była Bep Vriend, a następnie – gdy Bep Vriend zdecydowała, że nie będzie już uczestniczyć w zawodach kobiet – Wietske van Zwol.
Jej mężem jest Jan Kolen. Mają czworo dzieci: Martijn, Sandra, Astrid, oraz Ingrid.

## Wyniki brydżowe

### Olimpiady
| Olimpiady brydżowe. Zawody teamów | Olimpiady brydżowe. Zawody teamów | Olimpiady brydżowe. Zawody teamów | Olimpiady brydżowe. Zawody teamów | Olimpiady brydżowe. Zawody teamów | Olimpiady brydżowe. Zawody teamów |
| Rok                               | Miejsce                           | Zawody                            | Kategoria                         | Drużyna                           | Pozycja                           |
| --------------------------------- | --------------------------------- | --------------------------------- | --------------------------------- | --------------------------------- | --------------------------------- |
| 2012                              | Lille                             | 2 Olimpiada Sportów Umysłowych    | Kobiety                           | Netherlands                       | 5                                 |
| 2008                              | Pekin                             | 1 Olimpiada Sportów Umysłowych    | Kobiety                           | Netherlands                       | 9                                 |
| 2004                              | Stambuł                           | 12 Olimpiada Teamów               | Kobiety                           | Netherlands                       | 5                                 |
| 1992                              | Salsomaggiore                     | 9 Olimpiada Teamów                | Kobiety                           | Netherlands                       | 5                                 |
| 1988                              | Wenecja                           | 8 Olimpiada Teamów                | Kobiety                           | Netherlands                       | 13                                |

### Zawody światowe
| Mistrzostwa Świata. Konkurencja teamów | Mistrzostwa Świata. Konkurencja teamów | Mistrzostwa Świata. Konkurencja teamów | Mistrzostwa Świata. Konkurencja teamów | Mistrzostwa Świata. Konkurencja teamów | Mistrzostwa Świata. Konkurencja teamów |
| Rok                                    | Miejsce                                | Zawody                                 | Kategoria                              | Drużyna                                | Pozycja                                |
| -------------------------------------- | -------------------------------------- | -------------------------------------- | -------------------------------------- | -------------------------------------- | -------------------------------------- |
| 2013                                   | Nusa Dua                               | 41. Mistrzostwa Świata Teamów          | Kobiety                                | Netherlands                            | 3                                      |
| 2011                                   | Veldhoven                              | 40 Mistrzostwa Świata Teamów           | Kobiety                                | Netherlands                            | 3                                      |
| 2010                                   | Filadelfia                             | 13 Seria Mistrzostw Świata             | Kobiety                                | Netherlands                            | 2                                      |
| 2007                                   | Szanghaj                               | 38 Mistrzostwa Świata Teamów           | Trans                                  | Dutch Ladies                           | 66                                     |
| 2007                                   | Szanghaj                               | 38 Mistrzostwa Świata Teamów           | Kobiety                                | Netherlands                            | 9                                      |
| 2006                                   | Werona                                 | 12 Mistrzostwa Świata                  | Kobiety                                | Netherlands                            | 9                                      |
| 2005                                   | Estoril                                | 37 Mistrzostwa Świata Teamów           | Kobiety                                | Netherlands                            | 3                                      |
| 2003                                   | Monte Carlo                            | 36 Mistrzostwa Świata Teamów           | Kobiety                                | Netherlands                            | 3                                      |
| 1994                                   | Albuquerque                            | 9 Mistrzostwa Świata                   | Kobiety                                | Vriend                                 | 9                                      |
| 1991                                   | Jokohama                               | 30 Mistrzostwa Świata Teamów           | Kobiety                                | Netherlands                            | 9                                      |
| 1989                                   | Perth                                  | 29 Mistrzostwa Świata Teamów           | Kobiety                                | Netherlands                            | 2                                      |

| Mistrzostwa Świata. Konkurencja par | Mistrzostwa Świata. Konkurencja par | Mistrzostwa Świata. Konkurencja par | Mistrzostwa Świata. Konkurencja par | Mistrzostwa Świata. Konkurencja par | Mistrzostwa Świata. Konkurencja par |
| Rok                                 | Miejsce                             | Zawody                              | Kategoria                           | Partner                             | Pozycja                             |
| ----------------------------------- | ----------------------------------- | ----------------------------------- | ----------------------------------- | ----------------------------------- | ----------------------------------- |
| 2010                                | Filadelfia                          | 13 Mistrzostwa Świata               | Miksty                              | Ton Bakkeren                        | 74                                  |
| 2010                                | Filadelfia                          | 13 Mistrzostwa Świata               | Kobiety                             | Bep Vriend                          | 3                                   |
| 2006                                | Werona                              | 12 Mistrzostwa Świata               | Kobiety                             | Bep Vriend                          | 7                                   |
| 2006                                | Werona                              | 12 Mistrzostwa Świata               | Miksty                              | Ton Bakkeren                        | 15                                  |
| 1998                                | Lille                               | 10 Mistrzostwa Świata               | Kobiety                             | Bep Vriend                          | 5                                   |
| 1994                                | Albuquerque                         | 9 Mistrzostwa Świata                | Miksty                              | Jan Jansma                          | 26                                  |
| 1994                                | Albuquerque                         | 9 Mistrzostwa Świata                | Kobiety                             | Bep Vriend                          | 1                                   |
| 1990                                | Genewa                              | 8 Mistrzostwa Świata                | Kobiety                             | Bep Vriend                          | 3                                   |

| Mistrzostwa Świata. Konkurencja indywidualna | Mistrzostwa Świata. Konkurencja indywidualna | Mistrzostwa Świata. Konkurencja indywidualna | Mistrzostwa Świata. Konkurencja indywidualna | Mistrzostwa Świata. Konkurencja indywidualna | Mistrzostwa Świata. Konkurencja indywidualna |
| Rok                                          | Miejsce                                      | Zawody                                       | Kategoria                                    | Pozycja                                      |                                              |
| -------------------------------------------- | -------------------------------------------- | -------------------------------------------- | -------------------------------------------- | -------------------------------------------- | -------------------------------------------- |
| 1992                                         | Paryż                                        | 1 Indywidualne Mistrzostwa Świata            | Kobiety                                      | 9                                            |                                              |

### Zawody europejskie
| Zawody europejskie. Konkurencja teamów | Zawody europejskie. Konkurencja teamów | Zawody europejskie. Konkurencja teamów | Zawody europejskie. Konkurencja teamów | Zawody europejskie. Konkurencja teamów | Zawody europejskie. Konkurencja teamów |
| Rok                                    | Miejsce                                | Zawody                                 | Kategoria                              | Drużyna                                | Pozycja                                |
| -------------------------------------- | -------------------------------------- | -------------------------------------- | -------------------------------------- | -------------------------------------- | -------------------------------------- |
| 2013                                   | Ostenda                                | 6. Otwarte Mistrzostwa Europy          | Kobiety                                | Dutch Women                            | 3                                      |
| 2012                                   | Dublin                                 | 51. Mistrzostwa Europy Teamów          | Kobiety                                | Netherlands                            | 4                                      |
| 2011                                   | Poznań                                 | 5. Otwarte Mistrzostwa Europy          | Kobiety                                | Netherlands Women 1                    | 2                                      |
| 2011                                   | Poznań                                 | 5. Otwarte Mistrzostwa Europy          | Miksty                                 | Vriend                                 | 2                                      |
| 2009                                   | San Remo                               | 4 Otwarte Mistrzostwa Europy           | Kobiety                                | Dutch Orange                           | 9                                      |
| 2009                                   | San Remo                               | 4 Otwarte Mistrzostwa Europy           | Miksty                                 | Vriend                                 | 5                                      |
| 2008                                   | Pau                                    | 49 Mistrzostwa Europy Teamów           | Kobiety                                | Netherlands                            | 8                                      |
| 2007                                   | Antalya                                | 3 Otwarte Mistrzostwa Europy           | Miksty                                 | Vriend                                 | 9                                      |
| 2007                                   | Antalya                                | 3 Otwarte Mistrzostwa Europy           | Kobiety                                | NL Women1                              | 1                                      |
| 2006                                   | Warszawa                               | 48 Mistrzostwa Europy Teamów           | Kobiety                                | Netherlands                            | 2                                      |
| 2005                                   | Teneryfa                               | 2 Otwarte Mistrzostwa Europy           | Miksty                                 | Armstrong                              | 5                                      |
| 2004                                   | Malmö                                  | 47 Mistrzostwa Europy Teamów           | Kobiety                                | Netherlands                            | 2                                      |
| 1993                                   | Mentona                                | 41 Mistrzostwa Europy Teamów           | Kobiety                                | Netherlands                            | 7                                      |
| 1992                                   | Ostenda                                | 2 Mistrzostwa Europy Mikstów           | Miksty                                 | Tammens                                | 3                                      |
| 1991                                   | Killarney                              | 40 Mistrzostwa Europy Teamów           | Kobiety                                | Netherlands                            | 3                                      |
| 1990                                   | Bordeaux                               | 1 Mistrzostwa Europy Mikstów           | Miksty                                 | Pasman                                 | 23                                     |
| 1989                                   | Turku                                  | 39 Mistrzostwa Europy Teamów           | Kobiety                                | Netherlands                            | 2                                      |

| Zawody europejskie. Konkurencja par | Zawody europejskie. Konkurencja par | Zawody europejskie. Konkurencja par | Zawody europejskie. Konkurencja par | Zawody europejskie. Konkurencja par | Zawody europejskie. Konkurencja par |
| Rok                                 | Miejsce                             | Zawody                              | Kategoria                           | Partner                             | Pozycja                             |
| ----------------------------------- | ----------------------------------- | ----------------------------------- | ----------------------------------- | ----------------------------------- | ----------------------------------- |
| 2011                                | Poznań                              | 5. Otwarte Mistrzostwa Europy       | Kobiety                             | Bep Vriend                          | 1                                   |
| 2009                                | San Remo                            | 4 Otwarte Mistrzostwa Europy        | Kobiety                             | Bep Vriend                          | 24                                  |
| 2009                                | San Remo                            | 4 Otwarte Mistrzostwa Europy        | Miksty                              | Ton Bakkeren                        | 196                                 |
| 2007                                | Antalya                             | 3 Otwarte Mistrzostwa Europy        | Kobiety                             | Bep Vriend                          | 1                                   |
| 2007                                | Antalya                             | 3 Otwarte Mistrzostwa Europy        | Miksty                              | Huub Bertens                        | 209                                 |
| 2005                                | Teneryfa                            | 2 Otwarte Mistrzostwa Europy        | Mikst                               | Jan Jansma                          | 38                                  |
| 2003                                | Mentona                             | 1 Otwarte Mistrzostwa Europy        | Kobiety                             | Bep Vriend                          | 5                                   |
| 1999                                | Malta                               | 44 Mistrzostwa Europy Teamów        | Kobiety                             | Marjo Chorus                        | 56                                  |
| 1995                                | Rzym                                | 8 Mistrzostwa Europy Par            | Open                                | Bep Vriend                          | 176                                 |
| 1993                                | Mentona                             | 4 Mistrzostwa Europy Kobiet         | Kobiety                             | Bep Vriend                          | 1                                   |
| 1991                                | Killarney                           | 1 Mistrzostwa Europy Mikstów        | Kobiety                             | Bep Vriend                          | 8                                   |
| 1990                                | Bordeaux                            | 1 Mistrzostwa Europy Mikstów        | Mikst                               | Kees Tammens                        | 22                                  |
| 1989                                | Salsomaggiore                       | 5 Mistrzostwa Europy Par            | Open                                | Bep Vriend                          | 86                                  |
| 1989                                | Turku                               | 39 Mistrzostwa Europy Teamów        | Kobiety                             | Bep Vriend                          | 7                                   |